# United Launch Alliance
United Launch Alliance (ULA) è una joint venture costituita nel dicembre 2006 da Lockheed Martin e Boeing, combinando i rispettivi team attivi nel settore dei veicoli spaziali. Tra i principali clienti figurano il Dipartimento della Difesa degli Stati Uniti e la NASA.
L'ULA fornisce ben sei diversi servizi di lancio -Vulcan, Delta II, Delta IV, Delta IV Heavy, Atlas V, Altas V serie 400 e Atlas V serie 500. I sistemi di lancio Atlas e Delta sono stati utilizzati per più di 50 anni per trasportare una vasta gamma di carichi utili compresi i satelliti meteo, delle telecomunicazioni e della sicurezza nazionale, così come per lo spazio profondo e le missioni esplorative interplanetarie a sostegno della ricerca scientifica. ULA ha inoltre fornito servizi di lancio per satelliti non governativi.
Le missioni Cygnus numero 5 e 6 della Orbital, saranno lanciate con un vettore pesante Atlas V dirette entrambe per la ISS.
Il programma di gestione, progettazione, test e supporto alla missione dell'ULA ha sede a Centennial, in Colorado. Le attività di produzione, assemblaggio e le operazioni di integrazione hanno sede a Decatur, in Alabama, e a Harlingen, in Texas.
Le operazioni di lancio hanno sede a Cape Canaveral, in Florida e alla base di Vandenberg, in California.

## Storia

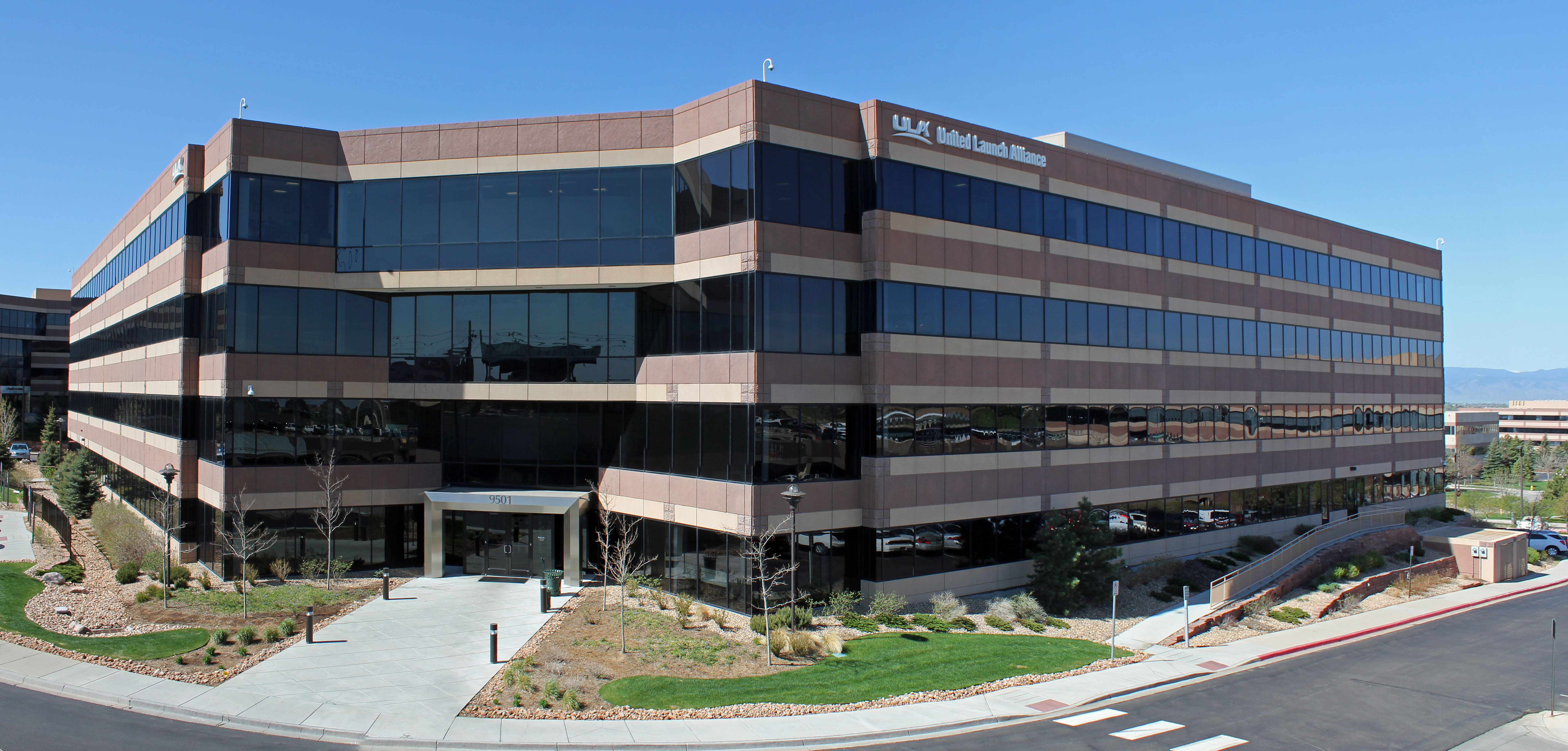
Sede di ULA a Centennial, in Colorado

### Formazione della joint venture
Boeing e Lockheed Martin annunciarono di essere intenzionate a formare la joint venture il 2 maggio 2005. ULA ha unito la produzione e l'operazione dei servizi di lanci spaziali delle due aziende in un impianto centrale a Decatur, in Alabama, e ha unito il reparto ingegneristico in un'altra struttura a Littleton, in Colorado. Le responsabilità del marketing e delle vendite dei veicoli Delta e Atlas sono tenute dalla aziende madri.
Sia il Delta IV di Boeing Integrated Defense Systems sia l'Atlas V di Lockheed Martin Space Systems sono lanciatori sviluppati per il programma Evolved Expendable Launch Vehicle (EELV) del governo statunitense nei tardi anni '90. Il programma aveva lo scopo di fornire al governo accesso assicurato allo spazio .
ULA aveva un picco di sette strutture per lanci spaziali tra il 2005 e il 2011. Annunciò un accorpamento a cinque nel 2008 con l'intenzione di chiudere due delle tre piattaforme per il Delta II, e chiuse il complesso di due rampe di lancio a Cape Canaveral dopo l'ultimo lancio del Delta II, nel 2011.
SpaceX ha sfidato la legge sull'antitrust degli Stati Uniti per il monopolio sui servizi di lancio il 23 ottobre 2005, creando una competizione con sistemi di lancio riutilizzabili. 
La FTC ha dato l'autorizzazione il 3 ottobre 2006.

## Veicoli
Dal 2006 ULA gestisce i veicoli Atlas V, Delta IV, e Delta IV Heavy. L'Atlas V e il Delta IV sono sviluppati rispettivamente da Lockheed Martin e da Boeing come parte del programma EELV, e sono stati lanciati per la prima volta nel 2002, mentre il Delta II è stato costruito precedentemente e lanciato da Boeing. L'ultima missione del Delta II è avvenuta nel 2018, e ULA ha ritirato le varianti single-stick del Delta IV nel 2019. I razzi Delta IV Heavy continueranno a volare per soddisfare le richieste riguardanti i lanci di payload pesanti.
Nel 2014, ULA iniziò lo sviluppo del veicolo Vulcan Centaur, veicolo ideato per soddisfare requisiti di carichi medi e pesanti, e rimpiazzerà sia l'Atlas V sia il Delta IV. Lo sviluppo di Vulcan iniziò nel tentativo di abbassare i costi e smettere di fare affidamento sui motori russi RD-180, usati nella prima fase dell'Atlas V. Vulcan userà gli RL10 per alimentare lo stadio superiore del Centaur V una coppia di motori BE-4 per lo stadio principale. Il volo di inaugurazione del Vulcan in programma per metà 2021 , ha subito diversi ritardi ed è stato effettuato con successo l'8 Gennaio 2024.
La linea temporale di dieci anni di prodotti include anche un nuovo stadio superiore chiamato Advanced Cryogenic Evolved Stage, che si è pianificato che sostituirà il Centaur V sul Vulcan da non prima del 2023.

## Lanci
Il primo lancio eseguito dalla ULA era di un Delta II, eseguito dalla base di Vandenberg, il 14 dicembre 2006.